# Maritime Woche an der Weser

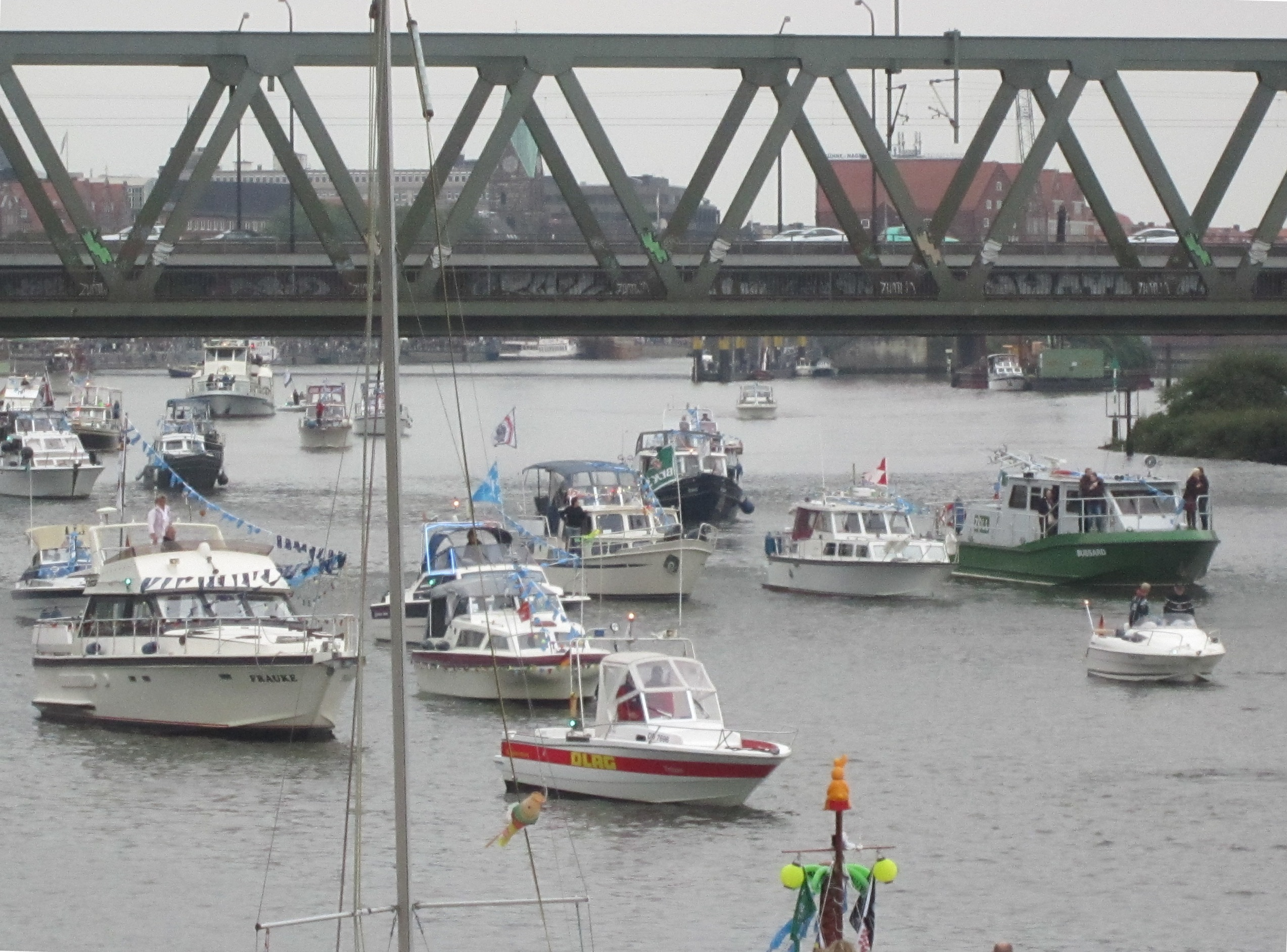
Schiffsparade im Rahmen der Maritimen Woche an der Weser

Die Maritime Woche an der Weser ist eine jährlich im September stattfindende Veranstaltung in Bremen. Ihr Ziel ist es, über die maritime bremische Wirtschaft, Wissenschaft und Freizeitmöglichkeiten zu informieren und die Weser in den Mittelpunkt zu rücken. Das Programm der Maritimen Woche an der Weser mischt Information (Vorträge, Lesungen, Schiffsbesichtigungen, Stadt- und Betriebsführungen mit den Schwerpunkten Häfen und Schifffahrt) und Unterhaltung (maritimer Markt, maritime Stadtrallye für Kinder) und schließt am letzten Tag mit einer Schiffsparade auf der Weser. Die Schauplätze der Maritimen Woche erstrecken sich vom Weserufer bis in die Altstadt in der Bremer Innenstadt. 

## Geschichte
Seit 1980 veranstalteten die Verwaltung der bremischen Häfen und seit 2002 die bremenports GmbH & Co. KG jährlich die „Maritime Woche“, um über Vorträge, Führungen und Besichtigungen von Hafen- und Logistikunternehmen die Bedeutung der bremischen Häfen nahezubringen. Im September 2008 organisierte die „CityInitiative Bremen Werbung e. V.“, eine Interessenvertretung der Innenstadtwirtschaft, mit „Bremen Maritim“ eine Veranstaltung, bei der die informativen Elemente zur Bedeutung der maritimen Branchen Bremens mit einem Unterhaltungsprogramm verknüpft wurden. 
Im September 2009 fassten die CityInitiative und bremenports ihre Veranstaltungen erstmals in der Maritimen Woche an der Weser zusammen.  
Die Maritime Woche an der Weser wird von der Europäischen Union aus dem Europäischen Fonds für regionale Entwicklung (EFRE) gefördert.